# Hjertedød
Hjertedød er et begreb, der dækker over det, man normalt forstår ved at være død.
Sundhedslovens § 176 siger således: "En persons død kan konstateres ved uopretteligt ophør af åndedræt og hjertevirksomhed eller ved uopretteligt ophør af al hjernefunktion."
Frem til indførelsen af hjernedødsbegrebet i 1959 var hjertedød den eneste måde at blive erklæret død på.
Siden 1990 har man i Danmark haft to ligestillede dødskriterier, og en hjernedød regnes nu for lige så død som en hjertedød. I de lovforslag, der fremsattes om hjernedød, brugte man ordet hjertedødskriteriet om det hidtidige dødskriterium.